# Diana Varins'ka
Diana Jevhenivna Varins'ka (in ucraino Діана Євгенівна Варінська?; Kiev, 22 marzo 2001) è un'ex ginnasta ucraina.

## Carriera
Varins'ka ha partecipato nel 2015 al XIII Festival olimpico della gioventù europea piazzandosi al 17º posto nel concorso individuale e al quarto posto nella finale delle parallele asimmetriche. L'anno successivo disputa a Berna i suoi primi campionati europei e poi prende parte anche ai Mondiali di Montréal 2017, dove raggiunge la finale del concorso individuale (14º posto) e ottiene pure il sesto posto nella finale delle parallele asimmetriche.
Nel 2018 guadagna la quinta posizione nel concorso individuale agli Europei di Glasgow e nell'edizione successiva dei campionati continentali si conferma tra le ginnaste europee di vertice con il settimo posto. Ai Giochi europei di Minsk 2019 vince la medaglia di bronzo nel concorso individuale, dietro la francese Lorette Charpy e la russa Angelina Mel'nikova, e ottiene anche un secondo bronzo alla trave.